# تمی (فیلم)
تمی (انگلیسی: Tammy) فیلمی در ژانر کمدی به کارگردانی بن فالکون محصول سال ۲۰۱۴ با بازی ملیسا مک‌کارتی است. مک‌کارتی یکی از نویسندگان و تهیه‌کنندگان فیلم نیز هست.

## بازیگران
- سوزان ساراندون - پیرل، مادربزرگ تمی
- آلیسون جانی - دب، مادر تمی و دختر پیرل
- بن فالکون - کیث، رئیس تمی
- دن اکروید - دن، پدر تمی
- گری کول - ارل
- کتی بیتس - لانور
- ملیسا مک‌کارتی - تمی بنکس
- نت فکسون - گرگ بنکس، شوهر تمی
- ساندرا اوه - سوزان، همسر لانور
- سارا بیکر - بکی
- تونی کولت - میسی جنکینز